# Поліметрія (музика)
Поліметрі́я, в багатоголосій музиці — одночасне або послідовне поєднання двох або більше метрів, частковий і найпоширеніший випадок поліритмії.

## Коротка характеристика
За поліметрії метричні акценти в різних голосах фактури не збігаються. Дуже рідко відмінність конфліктних метрів зберігається протягом усієї п'єси або великого її розділу, як у фіналі I акту з опери «Дон Жуан» В. А. Моцарта, де одночасно поєднуються три танці в розмірах 3/4, 2/4 і 3/8. У фортепіанному концерті соль мажор М. Равеля протягом усієї II частини мелодія витримана в розмірі 3/4, тоді як акомпанемент (у партії лівої руки) — в розмірі 6/8. Приклад із сучасної музики — II частина «Scherzo polimetrico» з Другого струнного квартету англійського композитора Едмунда Раббри (1951), де в різних голосах фактури одночасно використовуються розміри 9/8, 12/8 і 21/8, внаслідок чого межі тактів майже ніколи не збігаються.

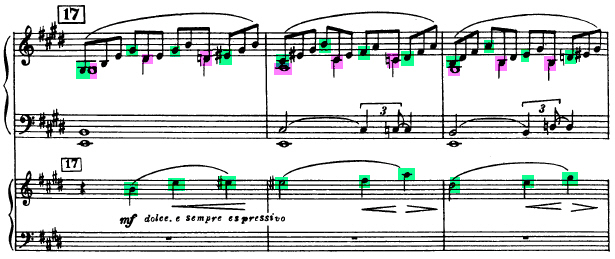
Рахманінов. 2-й концерт для фортепіано з оркестром, ч. II, тт. 9-11. Метричні акценти основної сітки (4/4, підсвічено зеленим кольором) у партії фортепіано контрастують з маркованими композитором акцентами (підсвічено рожевим) на перших долях 4-нотних арпеджованих пасажів. На першій долі такту різнометричні акценти збігаються

Значно частіше зустрічаються короткі включення поліметрії в композицію, написану в цілому в одному незмінному метрі. Наприклад, у перших тактах II частини Другого струнного квартету О. П. Бородіна, за єдиного для всіх голосів тричевертного такту, послідовності восьмих у скрипок розбито на групи по 2 (3 такі групи в одному такті), у віолончелі ж — на групи по 4 (всупереч тактовому розміру). Для досягнення описуваного ефекту крім різного групування тривалостей, що відповідають долям метричного такту, композитори також вдаються до особливих видів ритмічного поділу. Наприклад, у II частині Другого фортепіанного концерту С. В. Рахманінова, початок якої написано на 4/4, у партії фортепіано в тактах 5–12 використовуються тріолі, марковані композитором як 3 групи по 4 ноти в кожній (4 + 4 + 4). Починаючи з т.13 поліметричний ефект створює накладення на тріольний акомпанемент оркестрового соло в тривалостях, відповідних дводольній (основній) метричній сітці.
Поліметрія (з використанням мультиолей і без них) часто використовується в джазі і (рідко) в популярній музиці, наприклад, у рефрені пісні І. Берліна «Puttin' on the Ritz» і в джазовому «Рондо в турецькому стилі» («Blue rondo à la Turk») Д. Брубека. В останньому прикладі шість восьмих такту 9/8 групуються по дві, таким чином, такт заповнюється ритмічним малюнком восьмих за схемою 2 + 2 + 2 + 3 (проти очікуваних 3 + 3 + 3). Яскравий приклад горизонтальної поліметрії — пісня «America» з мюзиклу «Вестсайдська історія» Л. Бернстайна.

## Поліметрія в західній науці
В англомовній термінології термін «поліметрія» не прийнятий, а явища (короткочасного або тривалого) накладення один на одного різних метричних акцентів описуються як «поліритмія» (англ. polyrhythm) або крос-ритм (англ. cross-rhythm букв. «перехресний ритм»). Наприклад, у Музичному словнику Грова (2001) поліритмія визначається як «накладення різних ритмів або метрів». У німецькій і російській музичній науці «поліметрія» (нім. Polymetrik) розуміється як окремий випадок «поліритмії» (нім. Polyrhythmik), із застереженням, що чіткого розмежування двох описаних термінів немає.

## Приклади поліметрії в неакадемічній музиці
- King Crimson — Frame by Frame, приклад горизонтальної (зміна 7/8 і 6/8) і вертикальної (накладення метричного такту 7/8 на метричний такт 6/8) поліметрії
- Led Zeppelin — Kashmir (синтезатор і гітара грають на 3/4, ударні — на 4/4)
- Radiohead — Let down (синтезатор більшу частину пісні грає на 5/8, решта партій на 4/4)
- Gorillaz — 5/4 (гітари грають в розмірі 5/4, ударні та соліст на 4/4)